# Cities of the Underworld
Cities of the Underworld (Ciudades Ocultas en Hispanoamérica y Ciudades bajo tierra en España)  es una serie de televisión estadounidense que se estrenó el 2 de marzo de 2007 en Canal Historia. El programa explora el medio ambiente subterráneo y la cultura bajo las distintas civilizaciones. El serial fue presentado por Eric Geller durante una parte de la primera temporada y por Don_Wildman durante el resto de dicho curso y los siguientes. Para la realización de los capítulos se emplea una edición rápida de ritmo y estilo fotográfico, junto con un uso extensivo de gráficos 3D por ordenador. 

## Lista de episodios
"Estambul" es el pre-piloto de la serie bajo el nombre de antiguas maravillas: Ciudades del Mundo.

### Primera temporada
| Episodio. # | Fecha de emisión    | Título del episodio                 | Ubicación                                                 | País           |
| 1x01        | 2 de marzo de 2007  | "Estambul"                          | Estambul                                                  | Turquía        |
| 1x02        | 23 de abril de 2007 | "Escocia 'sin ciudad'"              | Edimburgo                                                 | Escocia        |
| 1x03        | 30 de abril de 2007 | "Hitler' La guarida subterránea"    | Berlín                                                    | Alemania       |
| 1x04        | 7 de mayo de 2007   | "Roma' El Imperio oculto"           | Roma                                                      | Italia         |
| 1x05        | 14 de mayo de 2007  | "Catacumbas de la muerte"           | París                                                     | Francia        |
| 1x06        | 21 de mayo de 2007  | "Ciudad de las cuevas"              | Budapest                                                  | Hungría        |
| 1x07        | 4 de junio de 2007  | "New York"                          | New York                                                  | Estados Unidos |
| 1x08        | 11 de junio de 2007 | "Londres, La ciudad perdida"        | Londres                                                   | Inglaterra     |
| 1x09        | 18 de junio de 2007 | "Debajo del Vesubio"                | Nápoles                                                   | Italia         |
| 1x10        | 25 de junio de 2007 | "Masones Subterráneo"               | Boston y Concord, Massachusetts; Filadelfia, Pennsylvania | Estados Unidos |
| 1x11        | 9 de julio de 2007  | "Drácula en el subterráneo"         | Bucarest                                                  | Rumania        |
| 1x12        | 16 de julio de 2007 | "Pagando el secreto subterráneo"    | Cappadocia                                                | Turquía        |
| 1x13        | 23 de julio de 2007 | "Contrabandistas en el subterráneo" | Portland, Oregón                                          | Estados Unidos |
| 1x14        | 30 de julio de 2007 | "Roma: La subida"                   | Roma                                                      | Italia         |

### Segunda temporada
| Episodio. # | Fecha de emisión      | Título del episodio                          | Ubicación                                 | País            |
| 2x01        | 28 de enero de 2008   | "Apocalipsis en el subterráneo"              | Jerusalén                                 | Israel          |
| 2x02        | 4 de febrero de 2008  | "Vietnam"                                    | Ciudad Ho Chi Minh y la jungla vietnamita | Vietnam         |
| 2x03        | 11 de febrero de 2008 | "El subterráneo durante la Bomba atómica"    | Tokio y Hiroshima                         | Japón           |
| 2x04        | 25 de febrero de 2008 | "EL subterráneo vikingo"                     | Dublín                                    | Irlanda         |
| 2x05        | 3 de marzo de 2008    | "El último secreto de Hitler"                | Praga                                     | República Checa |
| 2x06        | 10 de mayo de 2008    | "Subterráneo Maya"                           | Belice                                    | Belice          |
| 2x07        | 17 de marzo de 2008   | "Multitud en el subterráneo"                 | Chicago, Illinois                         | Estados Unidos  |
| 2x08        | 24 de marzo de 2008   | "Profecías desde abajo"                      | Jerusalén                                 | Israel          |
| 2x09        | 31 de marzo de 2008   | "New York: Sociedad secreta"                 | New York                                  | Estados Unidos  |
| 2x10        | 14 de abril de 2008   | "Washington, D.C.: El asiento de la energía" | Washington D. C.                          | Estados Unidos  |
| 2x11        | 21 de abril de 2008   | "La guarida secreta de Stalin"               | Moscú                                     | Rusia           |
| 2x12        | 28 de abril de 2008   | "Debajo de Katrina"                          | Nueva Orleans, Luisiana                   | Estados Unidos  |
| 2x13        | 5 de mayo de 2008     | "El secreto de las bases soviéticas"         | Ucrania                                   | Ucrania         |

### Tercera temporada
| Episodio. # | Fecha de emisión        | Título del episodio               | Ubicación                    | País                |
| 3x01        | 26 de octubre de 2008   | "Ciudad sangrienta"               | Londres                      | Inglaterra          |
| 3x02        | 2 de noviembre de 2008  | "Túneles del infierno"            | Okinawa                      | Japón               |
| 3x03        | 9 de noviembre de 2008  | "La mafia desde el subterráneo"   | Sicilia                      | Italia              |
| 3x04        | 16 de noviembre de 2008 | "La ciudad sin secreto"           | Las Vegas, Nevada            | Estados Unidos      |
| 3x05        | 24 de noviembre de 2008 | "Trincheras de Hitler"            | Frente occidental de Bélgica | Bélgica             |
| 3x06        | 1 de diciembre de 2008  | "La guarida de los bárbaros"      | Entre Luxemburgo y Bélgica   | Luxemburgo, Bélgica |
| 3x07        | 8 de diciembre de 2008  | "Tierra de Manson"                | Los Ángeles, California      | Estados Unidos      |
| 3x08        | 15 de diciembre de 2008 | "Gladiadores: Deporte sangriento" | Roma                         | Italia              |
| 3x09        | 22 de diciembre de 2008 | "Secreto de la Tierra Santa"      | Etiopía                      | Etiopía             |
| 3x10        | 12 de enero de 2009     | "Bajo La Roca"                    | San Francisco, California    | Estados Unidos      |
| 3x11        | 26 de junio de 2009     | "La tumba de la momia perdida     | El Cairo                     | Egipto              |
| 3x12        | 2 de febrero de 2009    | "Dioses de la guerra. Troya"      | Turquía                      | Turquía             |
| 3x13        | 9 de febrero de 2009    | "Debajo del Alcatraz"             | Sídney                       | Australia           |

### Cuarta temporada
| Episodio n.º | Fecha de emisión                   | Título del episodio | Ubicación                          | Presentador |
| ------------ | ---------------------------------- | --- | ---------------------------------- | ----------- |
| 4x01         | 7 de septiembre de 2021            | "Mayan Apocalypse" | Yucatán, MEX \| FL, USA \| GA, USA | Don Wildman |
| 4x02         | 14 de septiembre de 2021           | " America's Military Underground" | USA                                | Don Wildman |
| 4x03         | 21 de septiembre de 2021           | "America's Unmapped Murder Tunnels" | Multiple Cities, USA               | Don Wildman |
| 4x04         | 28 de septiembre de 2021           | "America's Ancient Ancestors" | Great Lakes Area, USA              | Don Wildman |
| 4x05         | 5 de octubre de 2021 / 13 mar 2022 | [https://m.youtube.com/watch%3Fv%3Dld4xjAprJRE&ved=2ahUKEwj819jFk-D3AhWOkZUCHdOLBtUQwqsBegQIBBAF&sqi=2&usg=AOvVaw1OtEnz2IeEybF5fFWjuPTC (enlace roto disponible en Internet Archive; véase el historial, la primera versión y la última). "The Pirate Queen's Lair".] La cueva de la Reina Pirata. Teuta de Iliria, la que dirige al pueblo - YouTube · History Latinoamérica | Croacia                            | Don Wildman |
| 4x06         | 18 de octubre de 2021              | "Ancient Underworld Metropolis" Capadocia y la ciudad subterránea Neolítica de Ozkonak. El «centro ceremonial» de Gobekli Tepe. Derinkuyu. | Turquía                            | Don Wildman |
| 4x07         | 26 de octubre de 2021              | "The Lost Aztec Colony" |                                    | Don Wildman |